# قرن 6 هـ
القرن السادس الهجري في التقويم الإسلامي أو التقويم الهجري هو القرن الذي يطابق ما بين السنوات من 1106 إلى 1202 للميلاد.

## أحداث
- 25 ربيع الثاني 583 هـ - معركة حطين بين المسلمين بقيادة صلاح الدين الأيوبي والصليبيين إنتهت بتحرير القدس ومعظم من أيدي الصليبيين.

## مواليد
- مولد ابن الجوزي عام 508 هـ
- مولد صلاح الدين الأيوبي عام 532 هـ
- العالم الموسوعي فخر الدين الرازي عام 544 هـ

## وفيات
- وفاة أبو حامد الغزالي عام 505 هـ
- وفاة الإمام البغوي عام 516 هـ
- وفاة عمر الخيام عام 525 هـ
- وفاة الشيخ عبد القادر الكيلاني 531هـ
- وفاة الزمخشري عام 538 هـ
- وفاة عماد الدين زنكي عام 541 هـ
- وفاة أبو بكر بن العربي عام 543 هـ
- وفاة القاضي عياض عام 544 هـ
- وفاة نور الدين زنكي عام 569 هـ
- وفاة صلاح الدين الأيوبي عام 589 هـ
- وفاة ابن الجوزي عام 597 هـ